# Чайковський Андрій Андрійович
Андрій Андрійович Чайковський (15 жовтня 1895, м. Бережани — 20 квітня 1978, м. Коломия Івано-Франківська область) — український діяч культури. Син Андрія Яковича та Наталії, брат Богдана і Миколи Чайковських.

## Життєпис
Закінчив Бережанську гімназію. Воював в УГА (четар). 1920-ті навчався в Гірничій академії в Чехословаччині. 1920—1930-ті працював в українській кооперації у м. Перемишль (нині Польща).
Від 1939 — в Коломиї, де був багатолітнім директором міської бібліотеки № 1. Активіст громадсько-культурного життя міста: депутат міської ради, учасник самодіяльного театру, хору Будинку культури.
|                     | 1962 року я відбував практику в Коломийській міській бібліотеці № 1. Моїм керівником був син письменника, завідувач бібліотеки Андрій Андрійович Чайковський. Це був освічений, скромний, дотепний чоловік, доволі товариський. З перших днів моєї практики ми подружилися. Хоч він був набагато старшим від мене, у нас були дружні, цікаві розмови, особливо про літературу. Від сина славного письменника я вперше дізнався про літературну спадщину Андрія Чайковського. Про свого батька він розповідав неохоче. Коли я наполегливо розпитував про твори Андрія Чайковського, він заводив мене у книгосховище і якось крадькома, боязко оповідав про батька. Саме тоді я вперше прочитав “Олюньку”. Книга викликала в моїй душі хвилюючий трепет і гордість, бо я тримав твір, якого торкалася рука знаменитого письменника. Лише згодом я зрозумів, чому такою таємничістю була оповита особа молодшого Чайковського, адже його вважали сином ворога народу, сином українського буржуазного націоналіста. Працівники КДБ так залякали його, вимуштрували, що він завжди пошепки і тільки довіреним людям розповідав про батька. |
| — © Михайло Мандзюк | |